# Campoplex ultimus
Campoplex ultimus là một loài tò vò trong họ Ichneumonidae.